# De vieze man
De vieze man is een typetje dat regelmatig opdook in de satirische televisieprogramma's van het Nederlandse komische duo Van Kooten en De Bie. Het typetje werd gespeeld door Kees van Kooten.
Typische kenmerken aan het personage zijn het onfrisse voorkomen en seksueel geobsedeerd gedrag.

## Oorsprong
Van Kooten kreeg het idee voor dit typetje nadat hij eens tijdens een boswandeling een vreemde man tegenkwam, die hem probeerde wijs te maken dat er 'verderop twee lagen die 'het' deden'.

## Personage
De vieze man is ongeschoren en heeft een onguur en onfris voorkomen. Hij heeft een vet kapsel, een koortslip en draagt altijd een lange lichte regenjas en een stropdas. 
Hij heeft na het verlaten van zijn ouderlijke huis geen woning meer, maar blijkt wel een auto te bezitten. Hij verblijft, zoals bleek in de uitzendingen over Juinen, op de vuilnisbelt en zwerft overdag meestal door de straten. In veel sketches valt hij met schuchtere stem voorbijgangers lastig met seksueel getinte vragen en probeert hij mensen geld af te troggelen. Meestal voelen de mensen die hij aanspreekt, zich snel ongemakkelijk. Ironisch genoeg wordt de vieze man boos, als zijn 'slachtoffers' er uiteindelijk met een smoes vandoor gaan, en scheldt hij hen uit voor "viespeuk" en "vieze man".
In zijn allereerste sketches was meneer Foppe zijn voornaamste slachtoffer. In latere sketches was ingenieur Walter de Rochebrune zijn tegenspeler, een kluizenaar, door de vieze man consequent met "professor" aangesproken.
Het personage kreeg nooit een naam en werd daarom altijd "de vieze man" genoemd. Walter de Rochebrune was de enige die hem ook daadwerkelijk met "vieze man" aansprak.

## Enkele bekende sketches
- De vieze man huurt een pornofilm (medewerker videotheek gespeeld door Wim de Bie), maar heeft geen videorecorder. Eerst probeert hij voorbijgangers op straat te bewegen bij hen thuis de video te mogen bekijken, maar uiteindelijk gaat hij op een bankje liggen en probeert deze dan zonder videorecorder af te spelen om aan zijn gerief te komen.
- Hij troggelt een bonbonverkoopster (gespeeld door Wim de Bie met een sterke gelijkenis met Thea Ternauw) een gratis bonbon af, proeft deze en slikt hem dan 'per ongeluk' door. Vervolgens wil hij een nieuwe proeven; deze vindt hij niet lekker: hij moet er van overgeven. Hij loopt de zaak uit en gaat naar de banketbakker om een gratis amandelkoekje te proeven (N.B. in de jaren ‘90 doet Kees van Kooten een soortgelijk trucje in de scetch ‘Euronormering Paashazen’ waarbij hij een witte chocolade paashaas “kortsluit met de Belgische paashaas”).
- Hij valt een wandelaar (Meneer Foppe gespeeld door De Bie) die zijn hondje uitlaat lastig in een bos ("Daar liggen er twee").
- Hij rijdt op straat door plassen met de auto zodat voorbijgangers drijfnat worden. Ook meneer Foppe ontkomt er niet aan, en gaat er weer rennend vandoor.
- Hij probeert bij een bushalte in een lantaarnpaal te klimmen ("lekker glijen"), en valt daarmee een man lastig die op de bus wacht. Die slaat uiteindelijk rennend op de vlucht.
- Hij verkoopt kuikentjes met Pasen (“Ze staan ook erg leuk op de theepot van uw vrouw”).
- Hij beschuldigt een vader van "insect" met diens zoontje.
- Hij is de 'vieze voorzitter' van de Algemene Recycling Partij.
- Hij haalt gratis enveloppen om girokaarten te versturen, zodat hij iets heeft om aan te likken.
- Hij gaat naar de begrafenis of crematie van een onbekende voor gratis koffie en cake.

## Cameo en parodie
De vieze man had een cameo in Bert Haanstra's film Vroeger kon je lachen (1983), waar hij Simon Carmiggelt confronteert met de seksueel dubbelzinnige titels van diens boeken. 
Ook verscheen hij in een reclame spotje van Dreft wasmiddel.
De vieze man werd in het programma Kopspijkers van 15 november 2003 geparodieerd door Owen Schumacher, in een aflevering waarin ook Klukkluk de indiaan (personage uit de kinderserie Pipo de Clown) en Bassie de clown (personage uit de kinderserie Bassie en Adriaan) gepersifleerd werden.

## Lp, video, dvd
- Ballen in me buik, single, Simpelpee 1985 (tevens verschenen op lp Draaikonten, Simpelpee 1984)
- De vieze man en Walter de Rochebrune, VHS, Polygram 1984
- Daar liggen er twee!, dvd-compilatie van de Vieze Man-sketches (deel 7 uit de serie Ons kijkt ons)

## Filmografie
- Vroeger kon je lachen (1983)